# Jordan Botaka
Jordan Rolly Botaka (Kinshasa, 24 de junho de 1993) é um futebolista profissional congolês que atua como meia-atacante. Atualmente, joga pelo Ironi Tiberias.

## Carreira
Jordan Botaka representou o elenco da Seleção da República Democrática do Congo de Futebol no Campeonato Africano das Nações de 2017.